# Vajda Gábor (labdarúgó)
Vajda Gábor (Ungvár, 1944. május 11. –) kárpátaljai magyar labdarúgó.

## Pályafutása
Vajda Gábor Ungváron született. Egyéves volt, mikor édesapja meghalt a fronton, ezért anyjával és két testvérével Técsőre költözött a rokonokhoz. A fiatal kapust Kárpátalján beválogatták az iskolai válogatottba, 16 évesen pedig ő lett a Técső első számú kapusa. A középiskola után meghívást kapott a közeli Rahó csapatához, itt két évet töltött. 
Profi pályafutását a Szpartak Leningrádban kezdte 1963-ban. 1968-ban a Zenyit Leningrád színeiben mutatkozott be a szovjet élvonalban, augusztus 3-án csapata 3-1-es győzelmet aratott a Rosztov-Don felett. Fő riválisa Eduard Sapovalenko volt, és az itt töltött két év alatt kérte, hogy magyar családnevét Wajda-ként írják, részben lengyel származása miatt.  1969-ben megkereste a Karpati Lviv, de csak egy év múlva csatlakozott új csapatához, amelynek színeiben 1970. április 11-én mutatkozott be és amellyel abban az évben a szovjet másodosztály "A" csoportjának bajnoka lett. További három szezonon át védte a galóciak kapuját, majd 1973 nyarán felhagyott az aktív játékkal.

### Edzőként
Visszavonulása után a Rahó amatőrcsapatában évekig védett még a területi bajnokságban. Hét évig dolgozott a helyi húsfeldolgozó üzemben, majd 1989-ben visszatért Lviv-be, ahol több pozíciót is betöltött. Volt alelnöke is a klubnak, de edzette a fiatalokat is. Aktívan sportolt idősebb korában is, a veteránok között bajnok és szuperkupa-győztes lett a Karpatival. Kispályás labdarúgó mérkőzések ellenőreként is tevékenykedik.

## Sikerei, díjai
Karpati Lviv
- Másodosztályú szovjet bajnok: 1970

## Magánélete
1962-ben elvégezte az ungvári egyetem erdészeti karát, majd 1967-ben diplomázott a leningrádi Erdészeti Akadémián. 1965-ben vette feleségül Martha Lesovszkojt, akivel bár később elváltak, gyermeke is született, fia Alexander (1970) orvos. Második házasságából, Natalja Sabovtól született Oresztész (1975). Két unokája van.